# 阿道夫·埃里克·诺登舍尔德

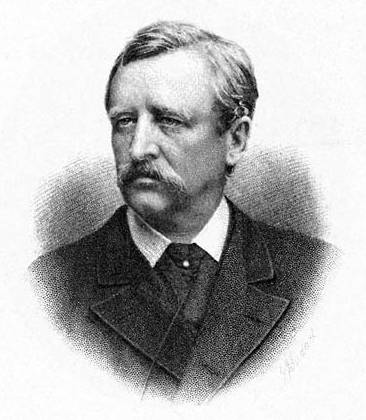
诺登舍尔德于1880年

尼尔斯·阿道夫·埃里克·诺登舍尔德（瑞典語：Nils Adolf Erik Nordenskiöld，1832年11月18日—1901年8月12日）是一位出生在芬兰赫爾辛基、后来在瑞典取得成就的地质学家、矿物学家及北极探险家。由他率领的探险队在1878至1879年间首次航行通过从大西洋沿着欧亚大陆北岸到太平洋的东北航线。他还进行过其它的勘探旅行，特别是前往斯瓦尔巴。他还试图寻找通往北极点的航线。他发展了科学极地探险方法，发表了大量的地理和地质考察结果，并收集了独特的历史地图集。在芬兰和瑞典他被认为是民族英雄、及历史上伟大的探险家之一。